# Saxtons River
Saxtons River – wieś w Stanach Zjednoczonych, w stanie Vermont, w hrabstwie Windham.